# Franklin Gilliam
Louis Franklin Gilliam (* 1. April 1944 in Bristol, Virginia, USA; † Januar 1997) war ein US-amerikanischer Bildhauer.

## Leben
Gilliam besuchte die University of Tennessee, an der er 1966 seinen Bachelor of Arts machte. Von 1966 bis 1968 besuchte er die Pennland Schoolcraft.
1970 erlangte er an der Rhode Island School of Art das Master Degrees of Fine Art, danach erfolgte bis 1974 eine Lehrtätigkeit für Bildhauerei, Drucktechnik und Kunstgeschichte am St. Francis College in Loretto und der University of Pennsylvania.
1974 dissertierte er nach einem einjährigen Indienaufenthalt über Steinkunst im frühen indischen Buddhismus. Von 1975 bis 1979 hatte er eine Lehrtätigkeit sowie Professur an der Carnegie Mellon University in Pittsburgh inne.
Ab 1972 besuchte Gilliam mit seinen Studenten in den Semesterferien die Toskana, arbeitete in den Bildhauerateliers von Pietrasanta und Carrara, richtete Sommerworkshops aus und gab schließlich seine Lehrtätigkeit in Amerika auf, um als freier Bildhauer in Italien zu leben. Ab 1980 lebte er teils in Pietrasanta, Toskana und teils bei seiner Frau, der deutschen Malerin Karin Wiesmann, in Frankfurt am Main. 1992 erfolgte der endgültige Umzug nach Mulino Rotone in Castagneto Carducci (Toskana), wo er ein großes Atelier eröffnete und Bildhauerkurse gab.
Seine Bildhauerobjekte wurden in zahlreichen Ausstellungen in Amerika, Italien, Deutschland, Holland und Japan gezeigt.
Franklin Gilliam starb im Januar 1997 im Alter von 52 Jahren an Krebs.

## Einzel- und Gruppenausstellungen (Auswahl)
- 1970: Greenbrier County Art Museum, Greenbrier, West Virginia
- 1970: Hilton Gallery, Nashville
- 1970: St. Louis Art Museum, St. Louis
- 1972: Elisabeth Slocum Gallery, Johnson City
- 1976: Westmoreland County Museum, Pennsylvania
- 1977: Whitney Museum of American Art, New York
- 1978: Galerie Gérard Lobet, Paris
- 1979: Oakland County Art Museum, Oakland
- 1980: Zara Galleries, San Francisco
- 1980: Museum of Modern Art, Los Angeles

- 1981: Galerie Krikhaar, Amsterdam
- 1982: Amerikahaus, Frankfurt am Main
- 1983: Internationale Skulpturenausstellung, Pietrasanta/Carrara
- 1985: Galerie Central, Pisa
- 1986: Galerie Leger, München
- 1986: Art Fair, Bologna

- 1988: Internationale Ausstellung Museum Wuppertal
- 1988: Galerie Günther Kraus, Stuttgart
- 1989: Banca Italia, Pisa, (mit Auftragsarbeit)
- 1990: Carolyn Hill Gallery, New York
- 1991: Hill, Tokio (mit Auftragsarbeit)
- 1992: Villa Cinquantina, Cecina
- 1994: Galerie Jaeschke, Braunschweig
- 1994: Hill, Tokio (mit Auftragsarbeit)
- 1995: Oklahoma City Museum, Oklahoma
- 1995: Haus an der Redoute, Bonn

## Architekturaufträge und öffentliche Installationen
- Brunnenprojekt (Material Georgia Granit); Conrad Hilton Hotel, Nashville (1969)

- Auftragsarbeit in Bronze; überlebensgroßes Monument zum Gedenken an Mrs. Saint John „A century in the cause of womens rights“; Öffentliche Bibliothek, Johnson City (1970)

- Auftragsarbeit für die Saint Theresa Kathedrale, Altoona, über ein Hochrelief 3,04 m × 2,44 m, eine Hochskulptur, zwei Fassadenstücke für innen und eines für außen; Material Bronze; in Zusammenarbeit mit Schwester Mary Benedetta, Mount Aloysius College (1972)

- Gedenkstätte (Material Granit und Bronze); gewidmet dem Andenken an Virginia Dare Calhoun, Knoxville (1976)

- Skulptur in weißem Carrara-Marmor für die Henraux Corporation in der Banca d’Italia, Bologna (1977)

- 2. Preis beim Wettbewerb für ein Brunnenprojekt am Bockenheimer Platz, Frankfurt am Main, 5 Meter Durchmesser mit überlebensgroßen Figuren; wegen Planungsänderung der Stadt nicht realisiert (1984)

- Brunnenprojekt „Gemüsesuppe-Brunnen“ in der Sammlung Dr. Birr, Nürnberg, Deutschland; der Durchmesser beträgt ein Meter, als Material wurden Natursteine und Marmor, Halbedelsteine und Edelsteine verwendet; Löffel, Suppen- und Essteller wurden aus sardinischem Granit und der Esstisch aus schwarzem Granit gefertigt (1986)

- Stillleben mit einem halben Meter Durchmesser mit Intarsienarbeiten aus Stein und Marmor; Foyer der Bank Société Générale d‘Alsace in Frankfurt am Main (1988)
- Krieger; abstrakte Skulptur aus weißem Carrara-Marmor; Höhe 1,5 m; Sammlung Dr. Hellweg, Frankfurt am Main (1989)
- Ein Meter großes Stillleben auf einer Granitsäule (Material Stein und Marmor); Tokyo; ausgestellt in einem Bürogebäude der Carolyn Hill Gallery, New York (1990)
- Zweite Installation eines ein Meter großen Stilllebens auf einer Marmorsäule, Tokyo (1992)
- Krieger; große Bronzeskulptur mit verschiedener Patina auf einer schwarzen Marmorsäule; gekauft von der Universitätsklinik Regensburg (1997)